# Residencia fiscal
La residencia fiscal es un concepto básico para determinar la potestad tributaria de un país. Así, los países están capacitados para hacer tributar o bien rentas obtenidas por los residentes fiscales del país en cualquier sitio del mundo, o bien rentas obtenidas en el país por no residentes, pero nunca podrán hacer tributar rentas obtenidas por no residentes fuera del país.
Los estados tienden a establecer criterios amplios para lograr un mayor número de residentes fiscales a los que se pueda hacer tributar por sus rentas. En este afán recaudatorio de los estados es muy posible que una misma persona sea residente fiscal de varios países al mismo tiempo. La prueba de la residencia es un problema complejo y que ha originado casos interesantes como la Sentencia de la Audiencia Nacional de España por el caso del premio Nobel José Saramago.

## Residencia fiscal en países

### Determinación de la residencia fiscal en España
En el caso de personas físicas, serán consideradas residentes fiscales aquellos que cumplan cualquiera de los siguientes requisitos:
1. que residan en España más de 183 días
2. que tengan su centro de intereses económicos en España
3. que tengan cónyuge e hijos menores que sean residentes en España

Serán consideradas residentes fiscales las personas jurídicas (sociedades, empresas...)que cumplan cualquiera de estos requisitos:
1. que se hayan constituido de acuerdo con la legislación española
2. que tengan su domicilio social en España
3. que tengan su sede de dirección efectiva en España

En el caso español la residencia fiscal es por años fiscales, que coinciden con los naturales, completos. Luego, o bien se es residente en España todos los días del año, o en caso contrario no se es residente ningún día del año. En España no es posible ser residente una parte del año y otra parte no. Y la verificación del país de residencia se deberá hacer cada año, la residencia del año previo no presupone la del siguiente año.

## Conflicto de residencia. Determinación de la residencia en los convenios de doble imposición
Cuando según la normativa interna una misma persona sea considerada residente fiscal de varios países a la vez, se produce un conflicto de doble residencia fiscal.
Los conflictos de doble residencia se resuelven en caso de que exista convenio para evitar la doble imposición, con la aplicación de la cláusula sobre residencia fiscal. La cláusula de residencia fiscal en los convenios modelo OCDE establece que una persona será residente del país donde se cumpla el primer criterio. Los criterios (tie-breaker rules) se aplican por riguroso orden y el primer criterio que se cumpla sólo para un país determinará la residencia fiscal en dicho país. Estos criterios son:
1. país donde se disponga de un lugar que sea utilizable como vivienda de forma permanente (en propiedad, alquilado, cedido...)
2. país donde radique el centro de intereses económicos (patrimonio, rentas, pensiones...) y personales (familia, amigos, colegas...)
3. país donde se resida habitualmente
4. país de donde se tenga nacionalidad
5. en caso de ninguna de los anteriores hay un mecanismo por el que los países de mutuo acuerdo indican donde será residente.